# Thysanotus
Classification APG II (2003)
Genre
Thysanothus est un genre de plantes à fleurs de la famille des Laxmanniaceae originaire d'Australie et d'Asie.

## Principales espèces
- Thysanotus acerosifolius Brittan
- Thysanotus arbuscula Baker
- Thysanotus arenarius Brittan
- Thysanotus asper Lindl.
- Thysanotus banksii R.Br.
- Thysanotus baueri R.Br.
- Thysanotus bentianus Ewart & Jean White
- Thysanotus brachiatus Brittan
- Thysanotus brachyantherus Brittan
- Thysanotus brevifolius Brittan
- Thysanotus brevipes Endl.
- Thysanotus chinensis Benth.
- Thysanotus chrysantherus F.Muell.
- Thysanotus cymosus Brittan
- Thysanotus dichotomus (Labill.) R.Br.
- Thysanotus exiliflorus F.Muell.
- Thysanotus fastigiatus Brittan
- Thysanotus formosus Brittan
- Thysanotus fractiflexus Brittan
- Thysanotus gageoides Diels
- Thysanotus glaucifolius Brittan
- Thysanotus glaucus Endl.
- Thysanotus gracilis R.Br.
- Thysanotus isantherus R.Br.
- Thysanotus juncifolius (Salisb.) J.H.Willis & Court
- Thysanotus lavanduliflorus Brittan
- Thysanotus manglesianus Kunth
- Thysanotus multiflorus R.Br.
- Thysanotus nudicaulis Brittan
- Thysanotus parviflorus Brittan
- Thysanotus patersonii R.Br.
- Thysanotus pauciflorus R.Br.
- Thysanotus pseudojunceus Brittan
- Thysanotus pyramidalis Brittan
- Thysanotus ramulosus Brittan
- Thysanotus rectantherus Brittan
- Thysanotus sabulosus Brittan
- Thysanotus scaber Endl.
- Thysanotus sparteus R.Br.
- Thysanotus speckii Brittan
- Thysanotus spiniger Brittan
- Thysanotus tenuis Lindl.
- Thysanotus teretifolius Brittan
- Thysanotus thyrsoideus Baker
- Thysanotus triandrus (Labill.) R.Br.
- Thysanotus tuberosus R.Br.
- Thysanotus vernalis Brittan
- Thysanotus virgatus Brittan
- Thysanotus wangariensis Brittan